# Giovanni Vincenzo
San Giovanni Vincenzo, anche Giovanni da Besate (Besate, 955 circa – Celle, 21 novembre 1000), è stato un arcivescovo italiano, successivamente eremita sul Monte Caprasio a Celle (oggi frazione del comune di Caprie nella città metropolitana di Torino).

## Biografia
Nacque a Besate (MI) intorno all'anno 955, come risulta dagli esami medici effettuati nell'anno 2000 durante la ricognizione delle reliquie che hanno evidenziato un'età di circa 45 anni.
Discepolo di Romualdo di Camaldoli fu nominato 57º arcivescovo di Ravenna sotto papa Giovanni XIV nell'anno 983 con il nome di Giovanni X.
Resse l'arcidiocesi tra il 983 ed il 998 nel corso dei decenni dove l'impero era governato dalla dinastia degli Ottone (I, II e III), della casa di Sassonia. In questo periodo, come risulta dalla storia di Ravenna, il Regno d'Italia fu unito a quello di Germania nell'ambito del Sacro Romano Impero, e Ottone, uno dei principali Imperatori del Sacro Romano Impero, pose proprio Ravenna come capitale.

Visse nell'ultima metà del X secolo, periodo nel quale era forte la paura della fine del mondo con la fine del I millennio. Ma già negli ultimi anni del secolo, l'Imperatore Ottone aveva impostato le condizioni per la Rinascita dell'anno Mille.
Gerberto di Aurillac, suo successore sulla cattedra ravennate, fu nominato arcivescovo il 28 aprile 998, e Giovanni Vincenzo in quella primavera del 998 si ritirò eremita sul Monte Caprasio in Val di Susa nelle grotte naturali presso l'abitato di Celle.
All'opera di san Giovanni Vincenzo si deve l'avvio della costruzione del grande monastero della Sacra di San Michele alla fine del X secolo.
Il 12 gennaio 1150 la sua salma fu traslata nella chiesa parrocchiale di sant'Ambrogio di Torino, attualmente chiesa di San Giovanni Vincenzo, e da allora è patrono della comunità. Le sue spoglie riposano sotto l'altare maggiore della chiesa parrocchiale a lui dedicata.
Ogni anno, la domenica più vicina al 12 gennaio, la comunità di Sant'Ambrogio di Torino celebra la festa della traslazione di San Giovanni Vincenzo con una processione ed una cerimonia all'edicola che ricorda l'arrivo delle reliquie del santo nel 1150.
San Giovanni Vincenzo, ricordato dalla Chiesa cattolica il 21 novembre, è celebrato annualmente come santo patrono a Sant'Ambrogio di Torino, la domenica più vicina al 21 novembre.

## Culto di San Giovanni Vincenzo
È patrono dei seguenti luoghi (tutti in Val di Susa):
- Sant'Ambrogio di Torino[3]
- Celle (frazione del comune di Caprie)[4]
- Bellafugera (frazione del comune di Condove)[5]

Al culto tributato al santo eremita presiede ancor oggi una particolare confraternita in Sant'Ambrogio di Torino detta Società Abbadia di San Giovanni Vincenzo, costituitasi, secondo la tradizione, poco tempo dopo l'arrivo delle reliquie a Sant'Ambrogio nell'anno 1150, anche se la sua esistenza è testimoniata dai documenti solo a partire dal XVIII secolo.
Sembra che lo scopo iniziale di tale sodalizio fosse quello di impedire il trafugamento delle spoglie, di cui gli abitanti di Celle rivendicavano il possesso; ancor oggi i soci presenziano con le alabarde alle cerimonie in onore di San Giovanni Vincenzo, in particolare alla processione con il reliquiario che ne contiene i resti.
Nel comune di Sant'Ambrogio di Torino, poco distante dalla Chiesa di San Giovanni Vincenzo, si trova da secoli una piazza denominata Piazza Abbadia in onore della Società Abbadia di San Giovanni Vincenzo.
L'iconografia, diffusa in ambito locale, ritrae il santo sia come eremita, come nel quadro seicentesco esistente nella cappella ipogea della Sacra, sia come vescovo, come nel pregevole trittico di Defendente Ferrari, conservato nella chiesa sovrastante.
La sua memoria liturgica è celebrata nella diocesi di Susa il 21 novembre. Inoltre a Sant'Ambrogio di Torino si celebra anche la Festa della Traslazione nella domenica più vicina al 12 gennaio.

## Preghiere e inni a San Giovanni Vincenzo

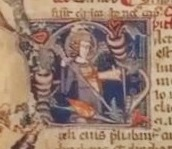
Breviario di San Michele della Chiusa (1315): particolare della miniatura raffigurante San Michele.

Nei secoli, a partire dall'anno 1000, sono stati scritti inni e preghiere a San Giovanni Vincenzo.
I primi e più importanti testi si trovano nel Breviario di San Michele della Chiusa, manoscritto in due volumi del 1315.
Successivamente nei secoli a seguire sono stati scritti altri inni, tra i quali il "Debito plauso" (con giusto plauso) risalente probabilmente al XIX Secolo, fino al più recente "Pastore buono" scritto nel 1982 e il cui testo è il seguente:
1) Pastore Buono Padre della Fede Splendi come luce nella Chiesa, In Te lo Spirito dona con amore Pane e Parola sulla Mensa.
(Rit. 2 volte)
Sei qui tra noi guidaci a Lui canta il tuo popolo, Giovanni.
2) Servo dei poveri vincitor del mondo sveli a noi la gioia dell’amore, dal santo eremo la sapienza Tua splende su un mondo rinnovato.
(Rit. 2 volte)
3) La Tua vita indica la strada guida e fratello nel cammino, verso la vetta del Tuo monte santo Regno Eterno del Signore.
(Rit. 2 volte)
4) Nella Tua grotta lungi dagli onori vivi immerso solo in Dio, seguendo Cristo ed il suo Vangelo doni a noi la grazia del perdono.
(Rit. 2 volte)
5) Con la preghiera e l’opere ferventi servi i tuoi fratelli nella fede, per loro edifichi con il Tuo lavoro la casa vivente del Signore.
(Rit. 2 volte)
6) A te guardiamo Santo Eremita in te confidiamo con speranza, il Tuo esempio apre a noi la via della Luce Eterna del Signore.
(Rit. 2 volte)

## Chiese dedicate a San Giovanni Vincenzo
- la principale è la Cappella della Grotta che si trova nella frazione Celle di Caprie, dove San Giovanni Vincenzo visse fino alla morte.
- la Chiesa di San Giovanni Vincenzo a Sant'Ambrogio di Torino che conserva dall'anno 1150 le spoglie di San Giovanni Vincenzo sotto l'Altare Maggiore.
- un'altra chiesa a lui dedicata si trova nella frazione Bellafugera sulla montagna di Condove.

## Galleria d'immagini

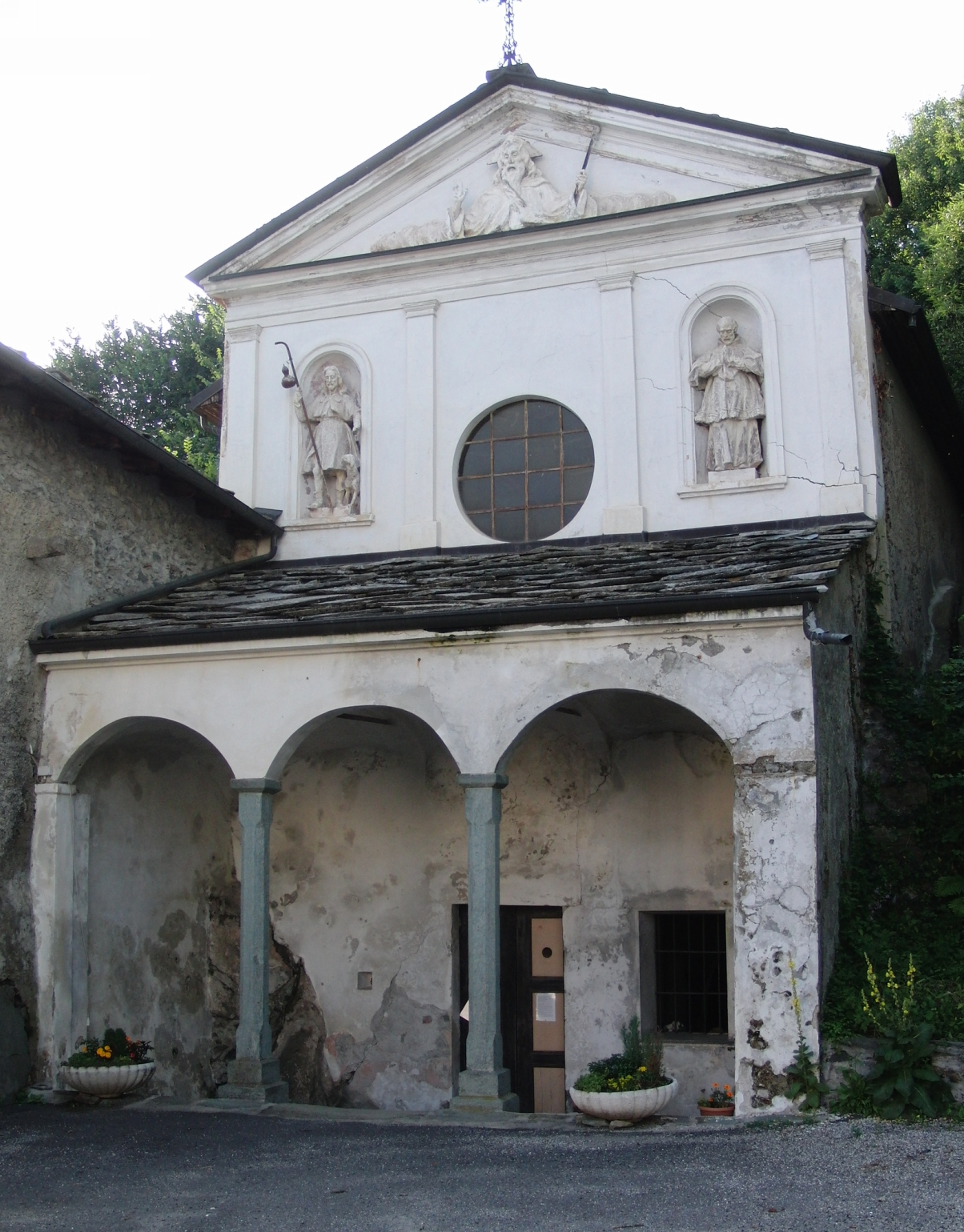
Cappella di San Giovanni Vincenzo a Celle di Caprie.
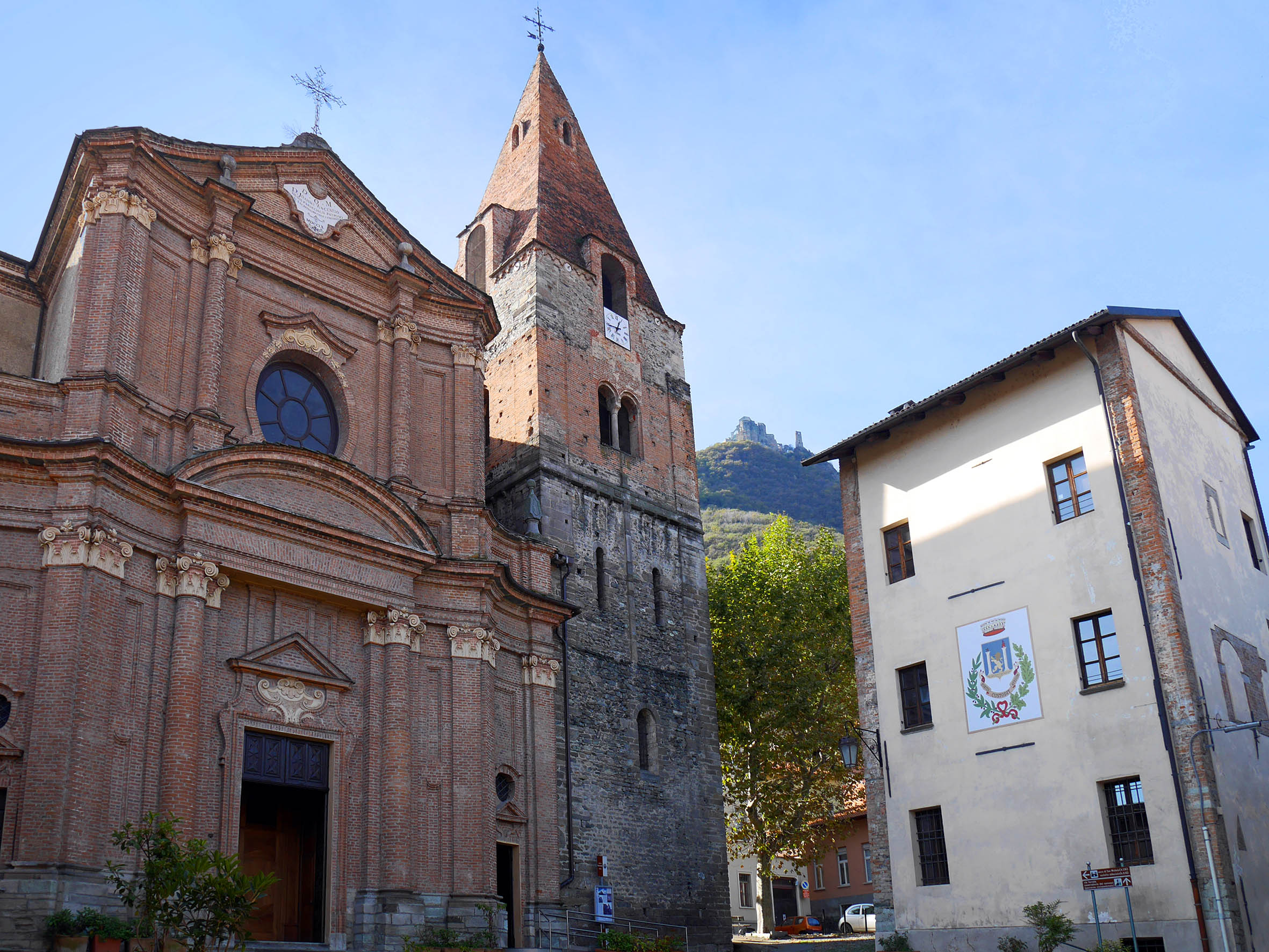
Chiesa di San Giovanni Vincenzo vista dall'omonima piazza, con la Torre Comunale e sullo sfondo la Sacra di San Michele.
Vetrata principale della Chiesa di San Giovanni Vincenzo con l'immagine della traslazione da Celle a Sant'Ambrogio del 12 Gennaio 1150.
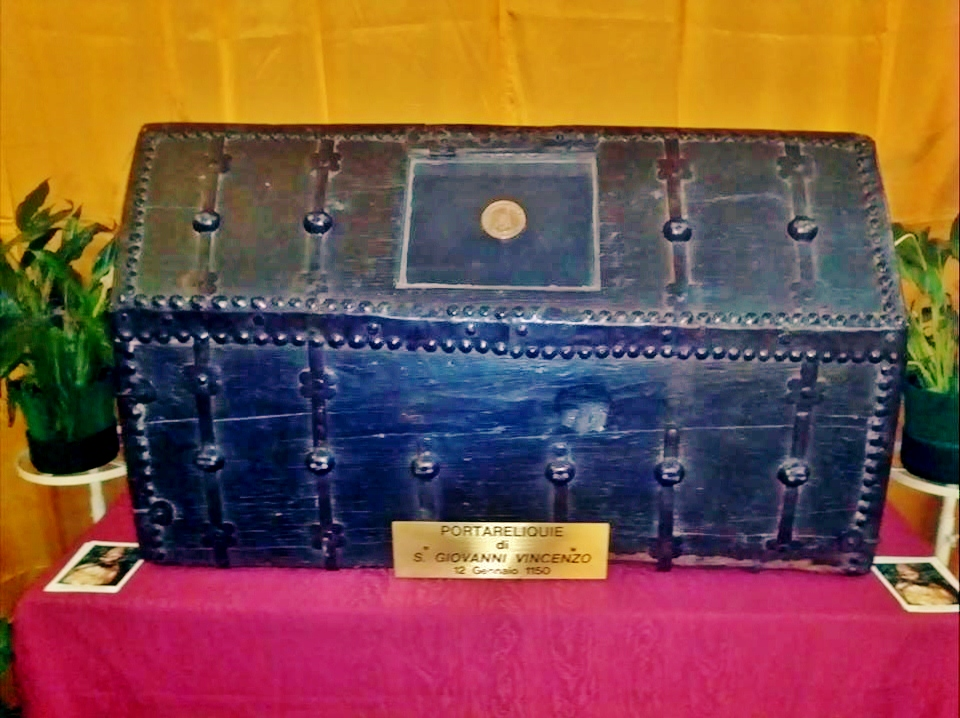
Urna di San Giovanni Vincenzo utilizzata per la traslazione da Celle a Sant'Ambrogio di Torino il 12 Gennaio 1150.
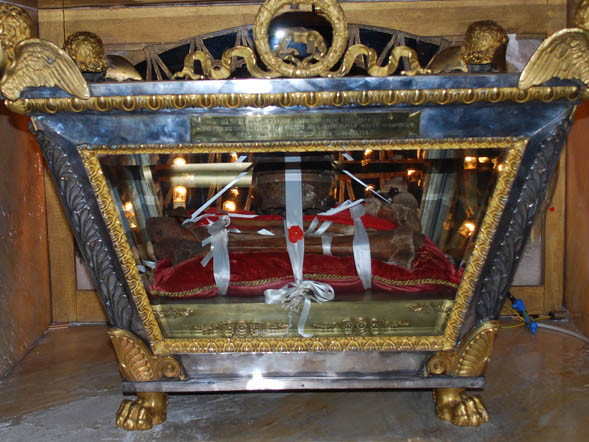
Urna con le spoglie di San Giovanni Vincenzo a Sant'Ambrogio di Torino, collocata sotto l'Altare Maggiore della Chiesa di San Giovanni Vincenzo.
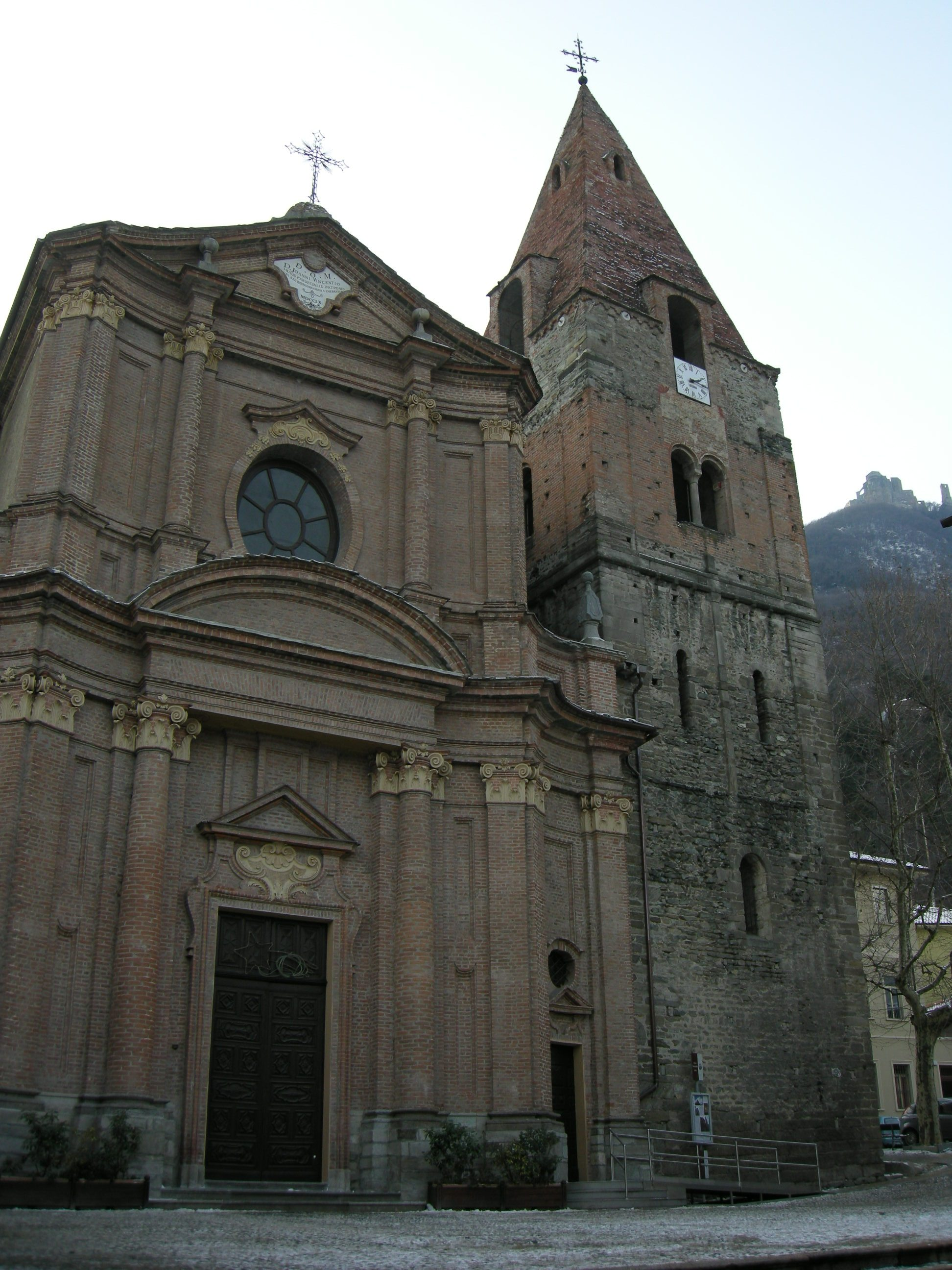
Chiesa di San Giovanni Vincenzo a Sant'Ambrogio di Torino.
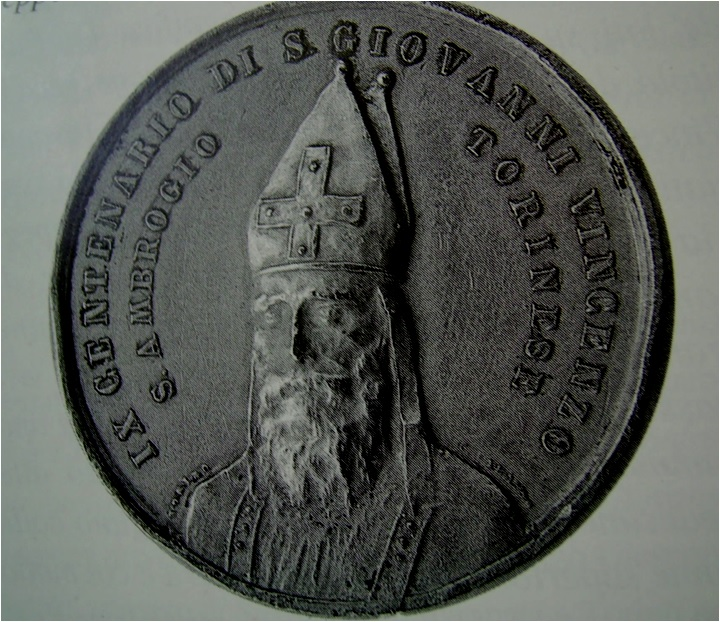
1900 Medaglione di San Giovanni Vincenzo per il IX centenario celebrato a Sant'Ambrogio di Torino.
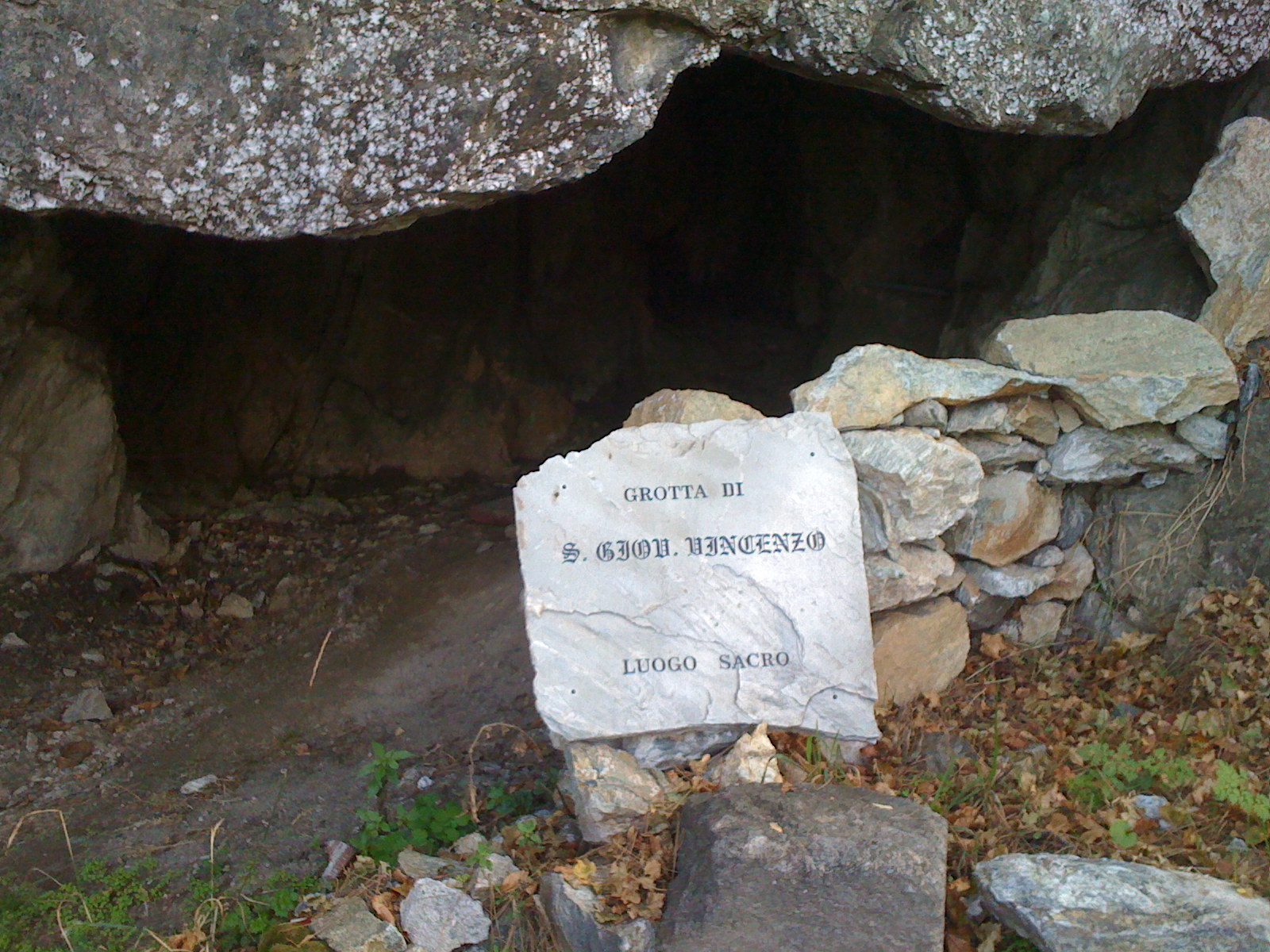
Grotta di San Giovanni Vincenzo alla Sacra di San Michele.